# Fatoumata Diawara
Pour les articles homonymes, voir Diawara.
Fatoumata Diawara, née le 21 février 1982, est une chanteuse, comédienne et autrice-compositrice-interprète malienne. Elle vit entre Bamako et Milan. Son village d'origine est Madina Kouroulamini situé à 23 km de Bougouni dans la région de Sikasso au Mali.

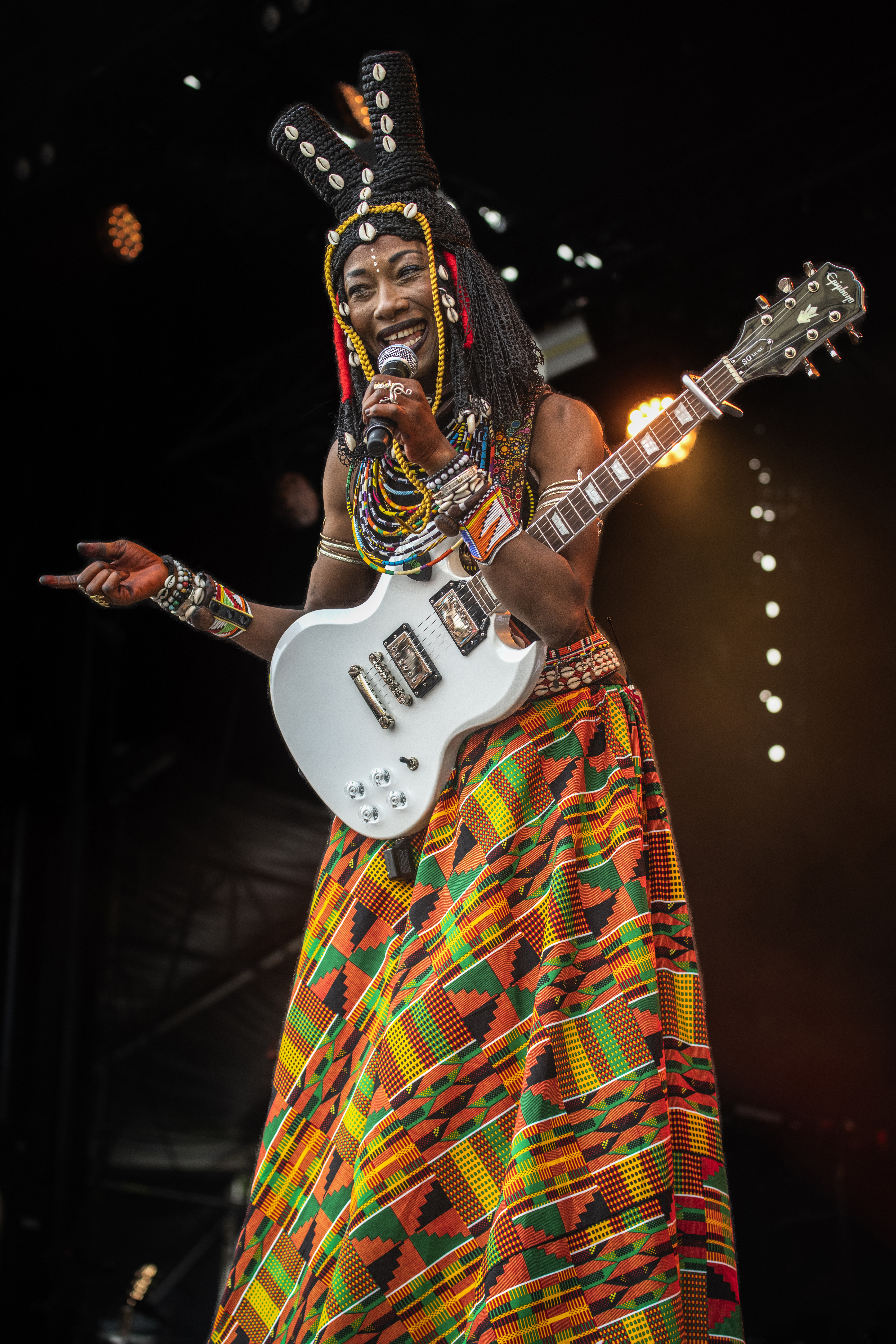
Fatoumata Diawara, festival "Le Murmure du son" Eu (76) 13 juillet 2024

## Biographie

### Enfance et débuts
Née en 1982, Fatoumata Diawara passe ses premières années à Abidjan dans une famille nombreuse. Sa mère est danseuse. Son père dirige une association de spectacles traditionnels. Il l'initie à la danse et à la guitare. À l'âge de 9 ans, après la mort brutale d'une sœur plus âgée, elle est adoptée par sa tante comédienne qui vit au Mali. En 1997, Fatoumata Diawara est repérée par le cinéaste Cheick Oumar Sissoko qui l’engage dans le film La Genèse (prix « Un certain regard » au festival de Cannes en 1999) afin d’interpréter le premier rôle féminin. En 1998, elle part en France afin de travailler au Théâtre des Bouffes du Nord sur l’adaptation de Jean-Louis Sagot-Duvauroux de la pièce Antigone. Elle tourne dans plusieurs longs-métrages dont Sìa : Le Rêve du python (Prix spécial du Jury au Fespaco en 2001).

### Carrière musicale
En 2002, elle fuit un mariage forcé avec son cousin pour rejoindre la compagnie Royal de luxe et tourne six ans au sein de la troupe. Selon Jean-Luc Courcoult, « Elle savait un peu chanter, elle ne savait pas bien jouer, mais je cherchais un tempérament, autre chose ». En novembre 2006, elle est choisie pour interpréter le premier rôle féminin de l’Opéra du Sahel, à Bamako.
C’est à ce moment qu’elle est remarquée par Cheick Tidiane Seck. Elle participe à l'enregistrement de l’album de Dee Dee Bridgewater. Dans cette même période, elle rencontre Oumou Sangaré qui la sollicite pour l’enregistrement de son album Seya. Fatoumata Diawara décide alors de se lancer dans l’aventure de la musique et commence à travailler à son propre répertoire. Elle poursuit également ses expériences au cinéma, en jouant notamment dans le film Il va pleuvoir sur Conakry du réalisateur guinéen Cheick Fantamady Camara, où elle interprète le rôle d'une jeune chanteuse. En 2007, elle tient le rôle de Karaba dans la comédie musicale Kirikou et Karaba, tirée du dessin animé Kirikou et la sorcière de Michel Ocelot. En parallèle, elle travaille sur le disque de la comédie musicale. Cheick Tidiane Seck lui propose alors d’enregistrer sur son propre album Sabaly. Elle a l’opportunité de chanter avec Herbie Hancock (The Imagine project, Grammy Award en 2011) ou Hank Jones. Parallèlement, elle enregistre sur divers albums (Afrocubism, Cheick Lo, etc.).

### Engagements
Elle s'engage contre l'excision dans sa région d'origine au Mali, qu'elle a subi elle-même étant petite. En 2012, elle gère la réalisation d'une vidéo musicale contre l'occupation du nord du pays par des djihadistes, ce qui l'amène à jouer dans Timbuktu, film multi-césarisé en 2015.
En 2017, Fatoumata Diawara contribue au projet malien de Matthieu Chedid Lamomali. En 2018, elle sort son second album solo Fenfo, produit par Matthieu Chedid,,. En 2025 elle contribue au deuxième album du collectif Lamomali : Totem.
Damon Albarn et Jamie Hewlett invitent la chanteuse malienne sur un nouvel extrait de leur série collaborative  Song Machine en 2020 et la mettent en vedette dans le clip et la chanson Désolé du groupe Gorillaz,.
En 2022, elle joue dans un opéra de Damon Albarn et Abderrahmane Sissako, intitulé Le Vol de Boli et consacré au vol d'un fétiche animiste malien par l'ethnologue et critique d'art français Michel Leiris, pour le Musée de l'Homme. Dans L’Afrique fantôme, Michel Leiris exprime sa honte d’avoir volé ce fétiche. Mais celui-ci est resté en France et est désormais exposé au Musée du Quai Branly,.

### Style et inspirations

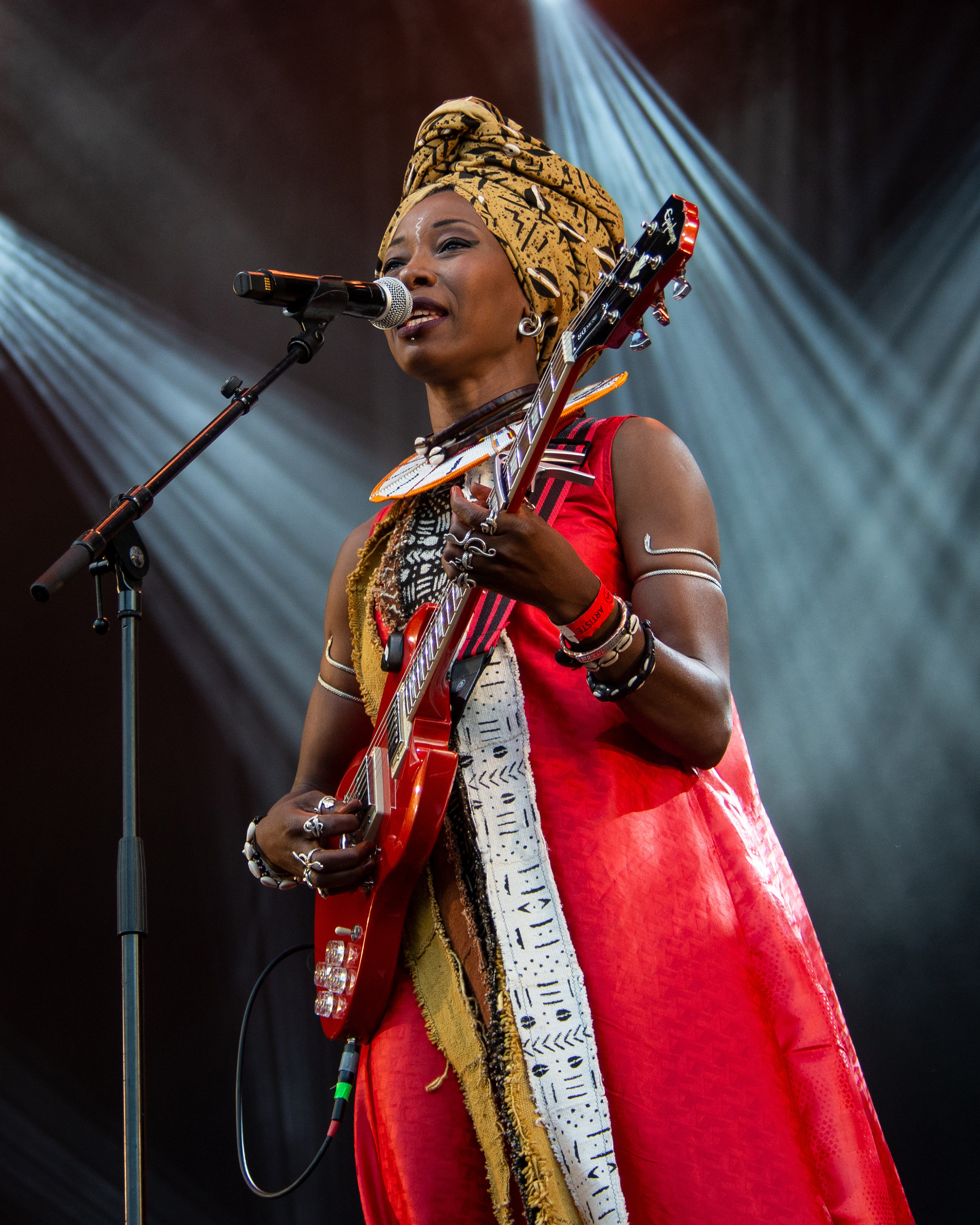
Fatoumata Diawara sur la scène du Festival Papillons de nuit 2022.

Autrice compositrice, elle tire son inspiration de la tradition du chant Wassoulou, mais ses rythmes sont également modernes grâce aux ambiances jazz et blues qu'elle demande à ses musiciens.

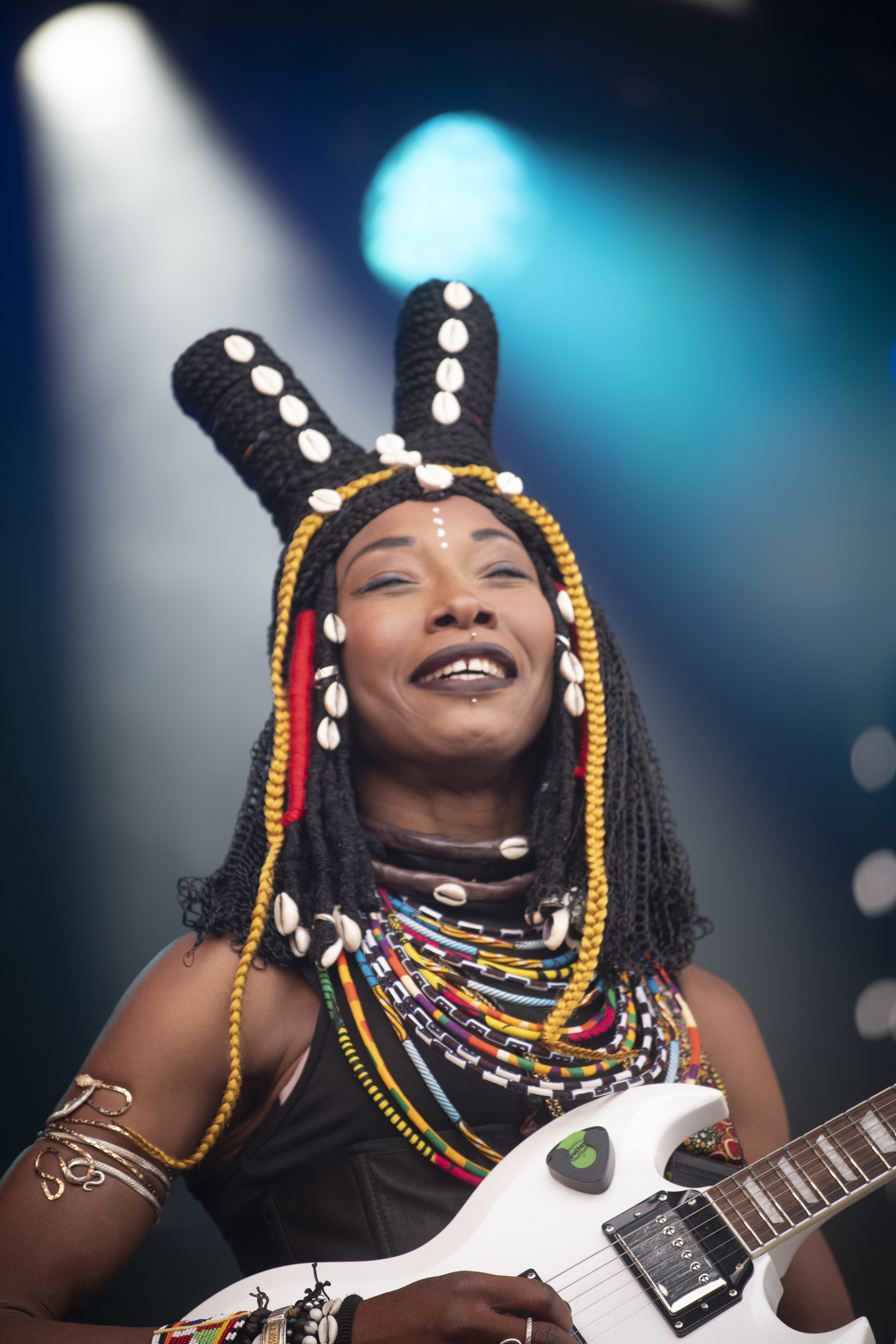
Fatoumata Diawara, festival "Le Murmure du son" Eu (76) 13 juillet 2024

## Filmographie
- 1996 : Taafe Fanga d'Adama Drabo
- 1999 : La Genèse de Cheick Oumar Sissoko : Dina
- 2002 : Sia, le rêve du python de Dani Kouyaté : Sia
- 2006 : Il va pleuvoir sur Conakry, de Cheick Fantamady Camara : Siré
- 2010 : Encourage, de Eleonora Campanella
- 2010 : Ni brune ni blonde, de Abderrahmane Sissako
- 2011 : Les Contes de la nuit, de Michel Ocelot (voix)
- 2014 : Timbuktu, d'Abderrahmane Sissako : la chanteuse
- 2015 : Morbayassa de Cheick Fantamady Camara
- 2018 : Yao de Philippe Godeau : Gloria

## Théâtre
- 1998 : Antigone de Sophocle ; adaptation de Jean-Louis Sagot Duvauroux, mise en scène Sotigui Kouyaté
- 2002 -2008 : Royal de luxe ; fondateur Jean-Luc Courcoult
- 2007-2008 : Kirikou et Karaba : Karaba
- 2022 : Le Vol de Boli (opéra).

## Musique
- 2012 : Rocket Juice and The Moon (Honest Jon's - LP), featuring sur trois morceaux
- 2012 : The Bravest Man In The Universe (Bobby Womack - LP), featuring sur le morceau Nothin' Can Save Ya
- 2013 : Sketches from Ethiopia (Mulatu Astatke - LP), featuring sur le morceau Surma
- 2013 : Festival Muzik'elles et Festival AfroPfingsten, Winterthur Suisse
- 2015 : At Home (Live in Marciac) featuring Roberto Fonseca
- 2017 : Lamomali (Matthieu Chedid - LP), featuring sur les morceaux Manitoumani, Bal de Bamako, Cet air, Une âme, Toi moi
- 2020 : Désolé, Gorillaz, Song machine épisode 2
- 2022 : Maliba[11]
- 2023 : Living in a haze (Milky Chance) , featuring sur le morceau Flicker In The Dark
- 2025 : Totem (Lamomali)

### Discographie
Albums :
2011 : Fatou (World Circuit - LP)
2018 : Fenfo, Wagram Music
2023 : London Ko
EPs :
- 2011 : Kanou (World Circuit - EP)

## Concert
Enregistré à la Grande Halle de La Villette, le 13 septembre 2020 (réalisation Giuseppe De Vecchi, 2h 04min 10s) et retransmis par la Philharmonie de Paris VOD.

## Récompenses
En décembre 2018, Fatoumata Diawara fait partie des finalistes pour deux récompenses aux Grammy Awards : le Meilleur album de Musique du Monde pour Fenfo et le Meilleur enregistrement de dance pour Ultimatum du groupe Disclosure auquel elle participait. En décembre 2019, elle remporte en Angleterre les prix Songlines Musics Awards du meilleur artiste et du meilleur album de l'Afrique et de l'Europe de l'Ouest.